# Løgting

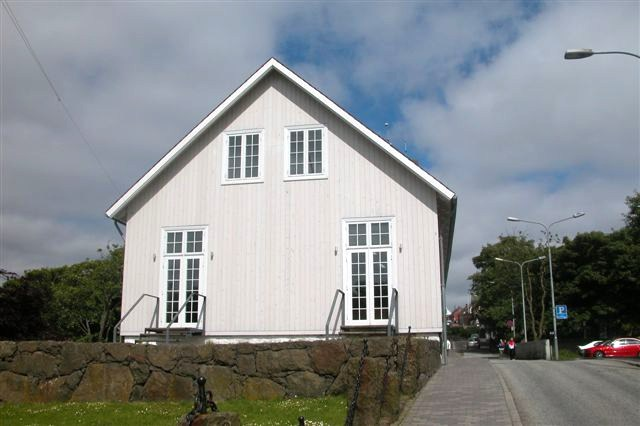
Budova Løgtingu v Tórshavnu

Løgting je originální název faerského parlamentu. Jedná se o jeden z nejstarších parlamentů na světě, mimo přerušení v letech 1816–1852 existuje již více než 1100 let. Volby do Løgtingu se konají každé čtyři roky, oprávněni jsou volit faerští občané starší 18 let. Volební období je stanoveno na čtyři roky. Zatím poslední volby se konaly 8. prosince 2022. Se ziskem 26,6 % hlasů je vyhrála strana Javnaðarflokkurin, která získala 9 z 33 mandátů.

## Působnost
- finance
- zahraniční politika
- faerská samospráva
- průmysl
- sociální politika
- komunální politika
- kultura
- justice
- Severská rada (vysílá delegáty)
- Rada severního Atlantiku
- vlastní rozpočet Løgtingu
- vězeňská správa